# گامشتدت
گامشتدت (به آلمانی: Gamstädt) یک منطقهٔ مسکونی در آلمان است که در Nesse-Apfelstädt واقع شده‌است. گامشتدت  ۷۵۱ نفر جمعیت دارد.